# Њу Престон (Конектикат)
Њу Престон (енгл. New Preston) насељено је место без административног статуса у америчкој савезној држави Конектикат.

## Демографија
По попису из 2010. године број становника је 1.182, што је 72 (6,5%) становника више него 2000. године.
| Група             | 2000.         | 2010.         |
| Белци             | 1.077 (97,0%) | 1.104 (93,4%) |
| Афроамериканци    | 4 (0,4%)      | 8 (0,7%)      |
| Азијати           | 2 (0,2%)      | 9 (0,8%)      |
| Хиспаноамериканци | 13 (1,2%)     | 42 (3,6%)     |
| Укупно            | 1.110         | 1.182         |